# Alfred von Wurzbach
Alfred Wurzbach Ritter von Tannenberg (* 22. Juli 1846 in Lemberg; † 18. Mai 1915 in Wien) war ein österreichischer Beamter, Kunsthistoriker, Kunstkritiker und Autor.

## Leben
Wurzbach war der Sohn des Lexikographen Constantin von Wurzbach und dessen Ehefrau Antonia Hinzinger; seine Schwester war die Schauspielerin Theodora von Fiedler-Wurzbach. Nach dem Erreichen der Matura begann Wurzbach in Wien Jura zu studieren. Nach der erfolgreichen Beendigung seines Studiums bekam er bei der niederösterreichischen Statthalterei eine Anstellung.
1871 war Wurzbach für einige Zeit als Sekretär der Wiener Hypotheken-Rentenbank tätig, trat jedoch nach der Börsenkrise 1873 seine alte Stellung wieder an. 1876 quittierte er den Staatsdienst, ließ sich als Privatier nieder, machte ausgedehnte Reisen durch Holland, Belgien, Frankreich und Deutschland und verdiente seinen Lebensunterhalt als Schriftsteller und Kunstkritiker. Von 1880 bis 1886 arbeitete er als Redakteur und Kunstkritiker der Wiener Allgemeinen Zeitung. Danach wandte er sich fast ausschließlich größeren kunsthistorischen Arbeiten zu. Sein Sohn war Wolfgang von Wurzbach (1879–1957).
Im Alter von 68 Jahren starb Alfred von Wurzbach am 18. Mai 1915 in Wien und wurde auf dem Hietzinger Friedhof in einem ehrenhalber gewidmeten Grab (Gruppe 9, Nummer 68) bestattet.

## Veröffentlichungen (Auswahl)
- Zeitgenossen. Biographische Skizzen. 12 Hefte. Hartleben, Wien / Pest / Leipzig 1870–1871.
- Martin Schongauer. Eine kritische Untersuchung seines Lebens und seiner Werke nebst einem chronologischen Verzeichnisse seiner Kupferstiche. Wien, 1880.
- Lieder an eine Frau. Neff, Stuttgart 1881.
- Geschichte der holländischen Malerei. Freytag, Leipzig; Temsky, Prag 1885.
- Niederländisches Künstler-Lexikon. Mit mehr als 3000 Monogrammen. 3 Bände, Halm und Goldmann, Wien und Leipzig 1906–1911.
  - Band 1: A–K. 1906 (Digitalisat).
  - Band 2: L–Z. 1910 (Digitalisat).
  - Band 3: Nachträge und Verzeichnis der Monogramme. 1911 (Digitalisat).